# Íñigo López de Mendoza y Figueroa
Íñigo López de Mendoza y Figueroa (n. 1419 – Guadalajara; 17 de febrero de 1479), segundo hijo del marqués de Santillana; hermano del primer duque del Infantado y del Cardenal Mendoza y, asimismo, primer conde de Tendilla. 

## Biografía
Como buen Mendoza, compaginó desde muy joven las armas con la política y las bellas artes. Participó con su padre en varias campañas contra el reino de Granada; especialmente célebre fue su combate personal contra el arraez granadino Abenurrax, a quien según don Gaspar Ibáñez de Mendoza "mató por su persona" durante el cerco de Huelma en la primavera de 1438. También luchó contra los navarros en la primera batalla de Olmedo en mayo de 1445 y, más tarde, en varias refriegas de la guerra civil castellana. 
Frecuentó la corte de Enrique IV y fue nombrado embajador en el Concilio de Mantua, convocado por el papa Pío II. A su vuelta, el rey agradeció sus servicios nombrándole conde de Tendilla en 1468.
En 1458, había recibido en herencia por testamento paterno el señorío sobre la villa de Tendilla y los lugares de Aranzueque, Armuña de Tajuña y Fuentelviejo; en 1470, Enrique IV le había hecho señor de la villa de Huete en premio por sus servicios. Amplió sus estados en 1475 comprando al conde de Medinaceli la cercana villa de Loranca de Tajuña.
Cuando la familia Mendoza apoyaba la causa de Juana la Beltraneja, Íñigo fue el custodio y administrador de sus bienes en la villa de Buitrago y quien, en 1468, clavó en la puerta de la iglesia de Colmenar de Oreja, donde se hallaban Isabel y Enrique IV, la protesta escrita contra el reconocimiento de Isabel como heredera del trono de Castilla.
Cuando los Mendoza, dirigidos por su hermano el Cardenal Mendoza, se pasaron al bando de Isabel en 1473, actuó de acuerdo con el clan familiar pese a sus antiguos vínculos con doña Juana. Sin embargo, no participó en 1476 en la batalla de Toro.
Contrajo matrimonio con una hija de Diego Fernández de Quiñones I, Elvira de Quiñones, que aportó al matrimonio la mitad de la villa de Mondéjar. Dos de sus hijos alcanzarían gran notoriedad en su siglo: don Íñigo López de Mendoza y Quiñones el Gran Tendilla y don Diego Hurtado de Mendoza, que alcanzó la dignidad de arzobispo de Sevilla y cardenal.
Hizo testamento en Tendilla el 25 de agosto de 1473 ante el escribano Juan Páez de Peñalver, dejando el mayorazgo de Tendilla a su hijo Íñigo López de Mendoza y Quiñones. Falleció en Guadalajara y fue llevado a enterrar con gran solemnidad al monasterio de Santa Ana de Tendilla en un magnífico mausoleo de estilo renacentista, compartido con su esposa y sufragado en gran parte por su hijo don Diego.
Allí reposaron sus restos varios siglos, hasta que el 15 de enero de 1809 las tropas napoleónicas saquearon Tendilla y profanaron su monasterio de Santa Ana con las tumbas de los condes. Las esculturas renacentistas de don Íñigo y doña Elvira serían trasladadas años después de la desamortización del monasterio, en 1845, a la iglesia de San Ginés en Guadalajara. Y allí fueron destruidas, el 22 de julio de 1936, por milicianos de la columna republicana del teniente coronel Ildefonso Puigdendolas.